# André Baston
Pour plus de détails, voir Fiche technique et Distribution.
André Baston est un court métrage français réalisé par Laurent Ardoint, Stéphane Duprat et Florence Roux. Il a obtenu en 1993 le Grand Prix du court métrage policier au festival du film policier de Cognac et le Prix Spécial du Jury au festival du film d'humour de Chamrousse.

## Synopsis
André Baston, le superflic, mène l'enquête à la suite d'un meurtre et d'un vol de tableau. 

## Fiche technique
- Titre : André Baston
- Réalisation et scénario : Laurent Ardoint, Stéphane Duprat et Florence Roux
- Musique : Stéphane Duprat
- Photographie : Wilfrid Sempé
- Montage : Christine Tron
- Production : Serge Michel
- Pays d'origine :  France
- Langue : français
- Format : couleurs - 1,66:1 - 35 mm
- Genre : comédie policière
- Durée : 7 minutes

## Distribution
- Stéphane Duprat : André Baston
- Éléonore Klarwein : La meurtrière
- Dominique Zay : Le chef
- Laurent Claret : Le dealer